# Ploso

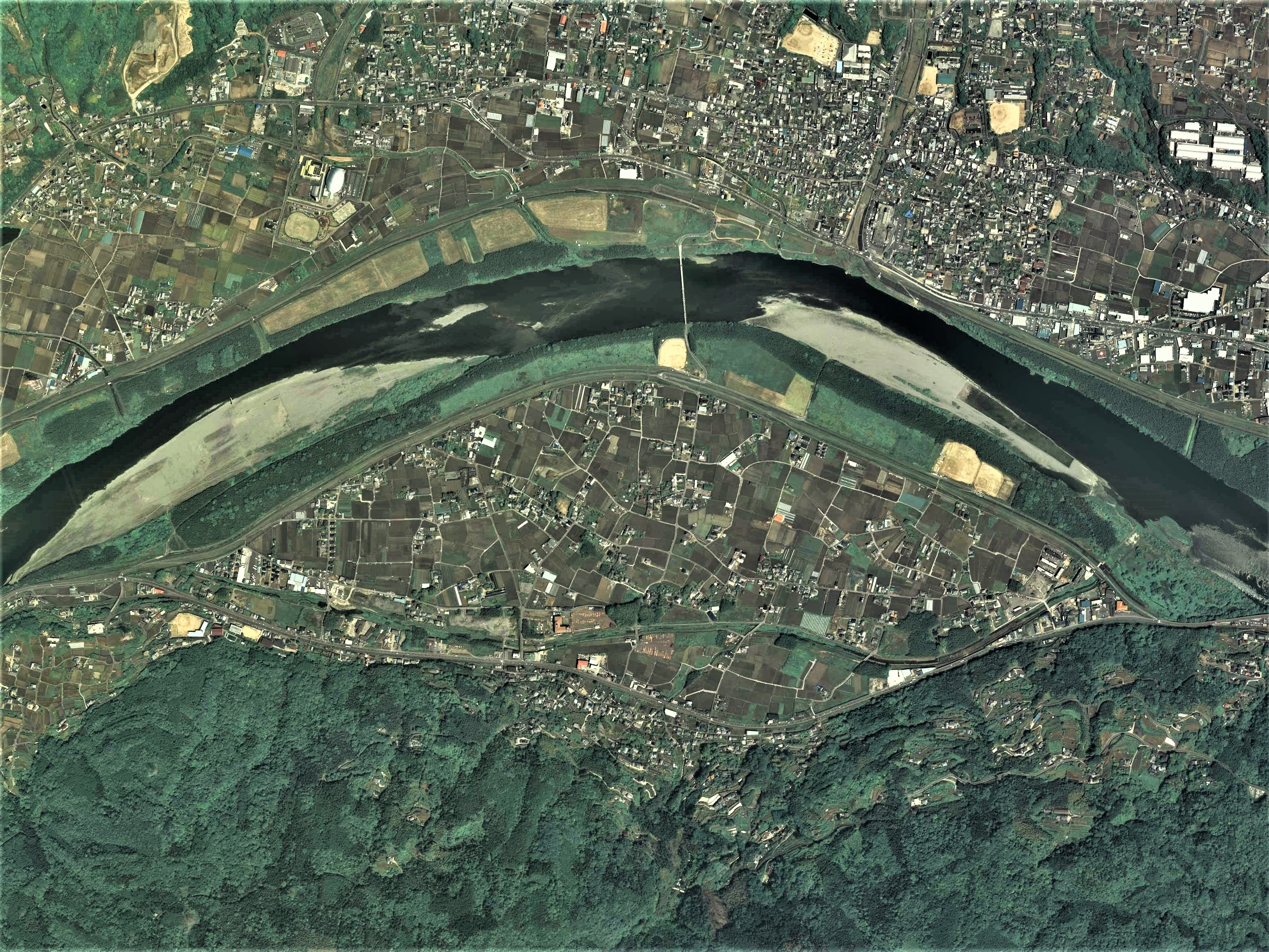
Zdjęcie lotnicze rzeki: w miejscach ciemniejszych woda jest głębsza

Ploso – zagłębienie w dnie rzeki między dwoma bystrzami o znacznie spokojniejszej wodzie – przepływ laminarny, czasem praktycznie niezauważalny. Ploso zwykle powstaje na skutek erozji u podnóża brzegu podcinanego przez meander. Może też powstać przy przeszkodzie, np. powalonym pniu drzewa. W profilu podłużnym dno jest wklęsłe. Górna część plosa, przez którą nie przechodzi nurt rzeki to zatoń.
Na dnie plosa może utrzymywać się woda o kilka stopni chłodniejsza niż przy powierzchni, co umożliwia występowanie gatunków zimnolubnych. 
Nazwę ploso stosuje się również jako określenie dającej się wyodrębnić części jeziora.